# Lưỡi mèo vảy nhọn
Lưỡi mèo vảy nhọn hay còn gọi hòa mạc dực xỉ (danh pháp khoa học: Pyrrosia piloselloides) là một loài thực vật có mạch trong họ Polypodiaceae. Loài này được (L.) M.G. Price miêu tả khoa học đầu tiên năm 1975.

## Hình ảnh

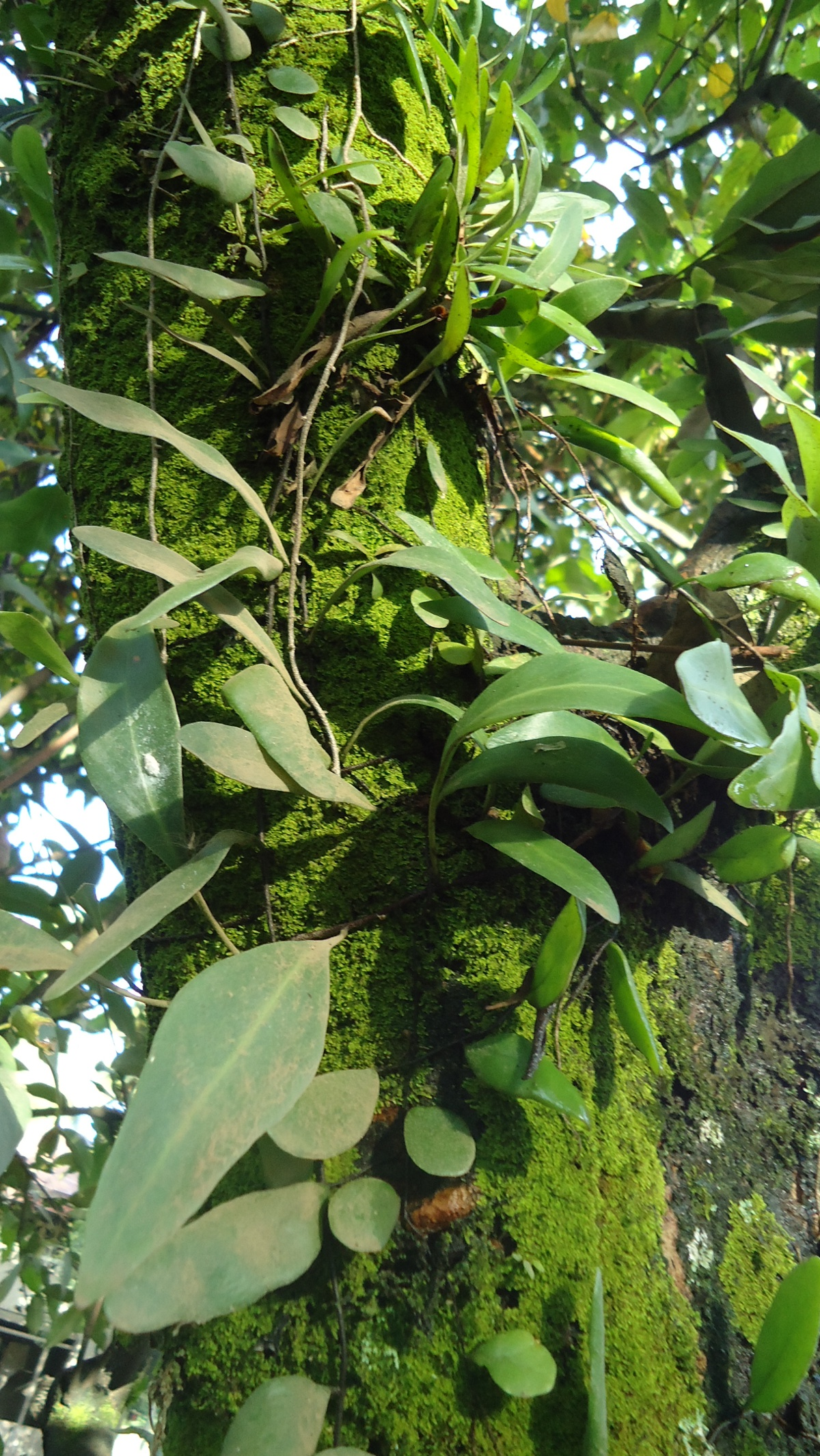
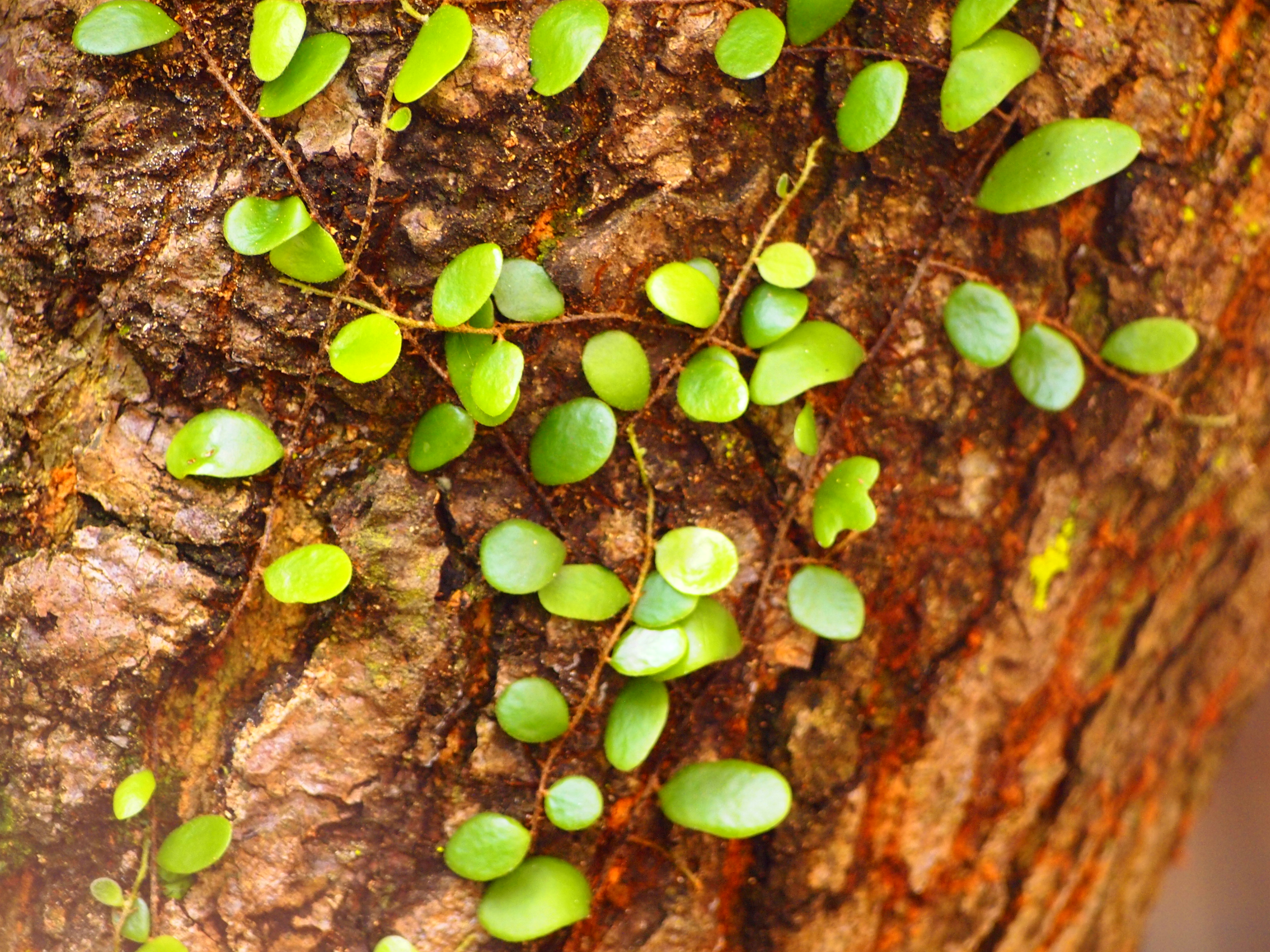
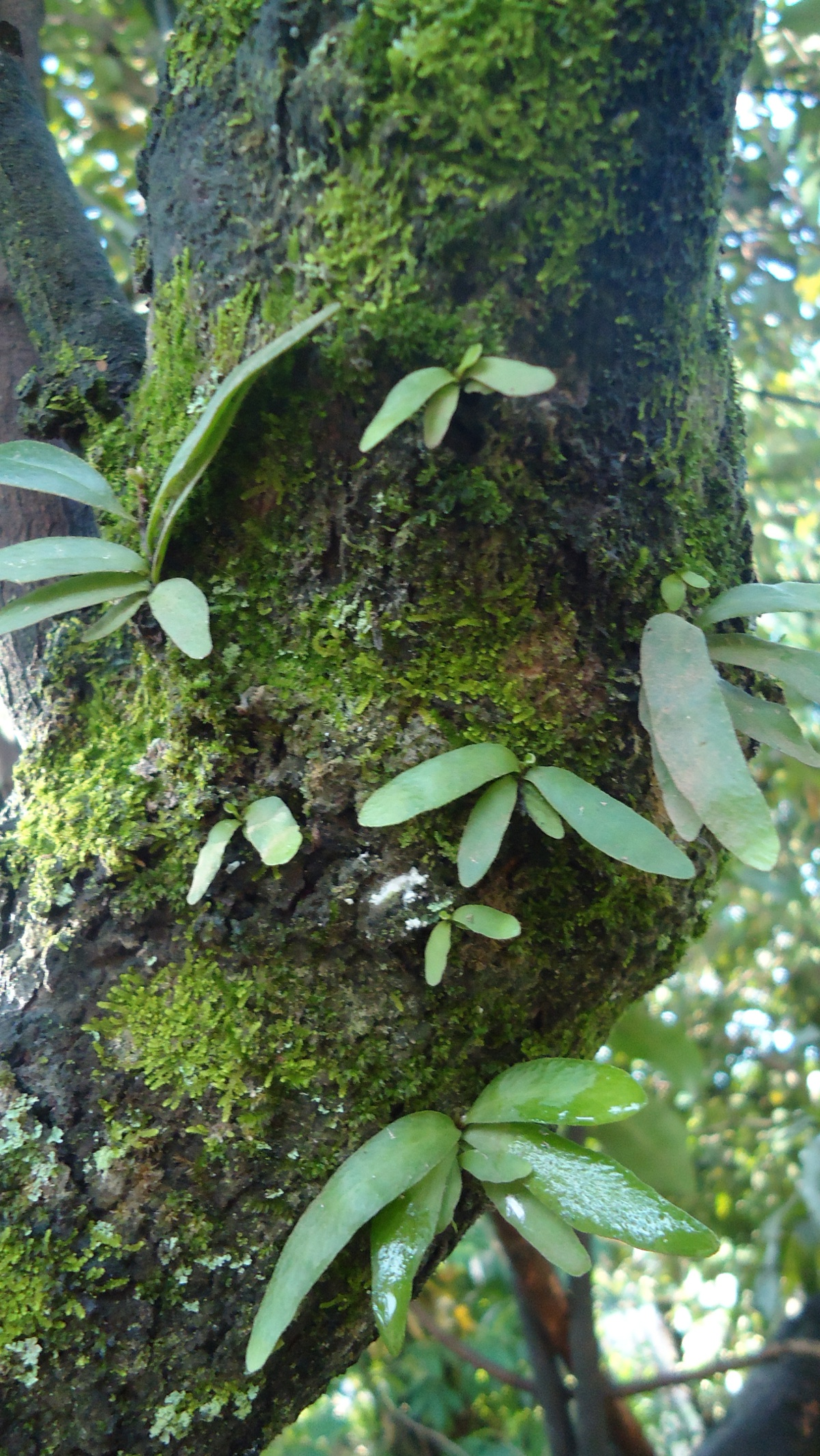